# Daniel Ruiz La Rosa
Daniel Ruiz La Rosa, né le 16 septembre 1933 à Huaral (Pérou), est un footballeur international péruvien. Il s’est distingué au sein de l'Universitario de Deportes en terminant trois fois meilleur buteur du championnat du Pérou à la fin des années 1950.
Son frère, Pedro Ruiz La Rosa, s'est fait un nom dans les années 1970 en jouant pour l'Unión Huaral.

## Biographie

### Carrière en club
Avec 93 buts marqués pour l'Universitario de Deportes entre 1955 et 1963, Daniel Ruiz La Rosa – surnommé El Chino – est l'un des buteurs historiques de ce club. Il finit trois fois meilleur buteur du championnat du Pérou en 1956, 1957 et 1959 (voir palmarès).
Il termine sa carrière au Juan Aurich en 1968 après un passage au Mariscal Sucre entre 1963 et 1965.

### Carrière en équipe nationale
Il participe au championnat sud-américain de 1957 en disputant deux rencontres, face au Chili (victoire 1-0) et à l'Uruguay (défaite 3-5).

## Palmarès
Universitario de Deportes
- Championnat du Pérou (2) :
  - Champion : 1959 et 1960.
  - Meilleur buteur : 1956 (16 buts), 1957 (20 buts) et 1959 (28 buts)[2].